# Hozuki’s Coolheadedness
Hozuki no Reitetsu (яп. 鬼灯の冷徹 Хо:дзуки но рэйтэцу, «Хладнокровный Ходзуки») — японская манга в жанре чёрной комедии, автором и иллюстратором которой является Нацуми Эгути. Манга была номинированна на премию манги тайсё в 2012 году. Она публиковалась компанией «Коданся» в журнале Weekly Morning с 3 марта 2011 года по 9 января 2020 и была собрана в 31 танкобон.
По мотивам манги студией Wit Studio в 2014 году был выпущен 1 сезон аниме-адаптации, которая транслировалась по телеканалу MBS с 9 января по 4 апреля 2014 года. Студия Studio Deen выпустила 2 сезон аниме-адаптации из 26 серий, 13 серийную первую половину, которая транслировалась по каналу Tokyo MX с 8 октября 2017 года по 31 декабря 2017 года, и вторую половину из 13 серий, которая транслировалась по каналу Tokyo MX с 8 апреля 2018 года — 1 июля 2018 года в 2018 году. В 2015 году студия Wit Studio также выпустила три OVA, а студия Studio Deen одну OVA в 2017 году. В 2019 и 2020 годах студией Pine Jam были выпущены ещё три OVA.

## Сюжет
Действие происходит в японском секторе преисподней, которым правит неуклюжий король Эмма, правой рукой ему служит демон по имени Ходзуки, который держит сектор в ежовых рукавицах. В то же время Ходзуки приходится решать разные проблемы и неразберихи в аду, а также выполнять роль дипломата, в этом ему будут помогать друзья-подчинённые Ходзуки. Сюжет представляет ад в комедийном контексте, в сюжете встречаются разные существа азиатской и западной мифологии. Почти в каждой серии, решая проблемы в аду, Ходзуки параллельно рассказывает, проводит экскурсии и знакомит своих гостей, коллег и подчинённых с различными особенностями японской и китайской мифологии.

## Список персонажей
Ходзуки (яп. 鬼灯 Хо:дзуки) — главный герой истории, высший демон они, подручный владыки Эммы и дипломат. Хотя со стороны он выглядит хладнокровным и непоколебимым, на деле Ходзуки очень харизматичная и довольно вспыльчивая личность. Увлекается разведением рыбоцветов и китайской медициной. Очень любит животных. Безукоризненно вежлив и готов прийти на помощь большинству работников ада, но практически всегда вселяет ужас в окружающих, даже в Эмму, которым умело манипулирует. Пользуется большим уважением у всех работников ада. Постоянно конфликтует с Хакутаку.
Сэйю: Хироки Ясумото
Король Эмма (яп. 閻魔大王) — один из королей восточного ада, он не так устрашающ, как его изображают на картинах, а напротив, выглядит добродушным и легкомысленным стариком, любящим бесконечно рассказывать коллегам о своих внуках. Уважает и доверяет Ходзуки, однако боится его.
Сэйю: Такаси Нагасако
Караури (яп. 唐瓜) — один из работников ада, стажёр, демон низшего ранга. Постоянно ходит со своим другом Насуби. Влюблен в Око.
Сэйю: Тэцуя Какихара
Насуби (яп. 茄子) — один из работников ада, стажёр, демон низшего ранга. Очень легкомысленный и беззаботный. Говорит всё, что приходит в голову, и этим постоянно шокирует Караури. Любит рисовать и заниматься резьбой.
Сэйю: Токо Аояма
Хакутаку (яп. 白澤) — священный китайский зверь, обычно ходит в человеческом обличье. Проживает в раю, где заведует персиковыми садами. Показан добродушным юношей, злоупотребляющим алкоголем и обожающим женщин. Знаток китайской медицины и обучает ей Момотаро. Постоянно конфликтует с Ходзуки. Их самый первый, до сих пор не разрешённый конфликт, связан со спором предложенным Хокутакой Ходзуки о размере груди первой вышедшей из-за ширмы женщины.
Сэйю: Кодзи Юса
Око (яп. お香) — демонесса, знакомая Ходзуки и иногда помогает ему в решении проблем. Хотя она выглядит очень спокойной и доброжелательной, на деле под этой личиной скрывается безжалостный демон похоти.
Сэйю: Эри Китамура
Момотаро (яп. 桃太郎 Момотаро:) — герой сказки про мальчика из персика. При жизни был известен из-за уничтожения демонов на Онигасиме вместе со своими друзьями: собакой Сиро, обезьяной Какисукэ и фазаном Рурио. Однако после своей смерти перестал быть значимой фигурой и позднее был отправлен Ходзуки работником в рай. Обучается китайской медицине у Хакутаку.
Сэйю: Дайсукэ Хиракава
Сиро (яп. シロ) — белая собака, друг Момотаро. Глупый, но очень любознательный. Души не чает в Ходзуки, который устроил его в Ад звериных пыток, и при встрече всегда просит взять его с собой.
Сэйю: Юмико Кобаяси
Какисукэ (яп. 柿助) — обезьяна, друг Момотаро. Известен из-за истории с убийством краба, из-за чего сильно раскаивается.
Сэйю: Хироки Гото
Рурио (яп. ルリオ) — фазан, друг Момотаро. Называет себя «ракетной пусковой установкой».
Сэйю: Takashi Matsuyama (actor)
Пити Маки (яп. ピーチ・マキ Пи:ти Маки) — новоиспеченная известная идол, модель и певица. Показана глупой и импульсивной особой. В прошлом работала в магазине. Испытывает ужас и благоговейный трепет по отношению к Ходзуки.
Сэйю: Сумирэ Уэсака
Караси (яп. 芥子) — зайчиха из детской сказки «Кати-кати Яма». Обычно выглядит милой и скромной, но моментально звереет при одном слове тануки. Имеет крайне садистские наклонности, поэтому считается высококвалифицированным работником.
Сэйю: Ацуми Танэдзаки
Дзасики-вараси (яп. 座敷童子) — две девочки, домовые духи, ёкаи, родом из префектуры Ивате. Поначалу, как и все дзасики-вараси не имели имён, пока по их просьбе Ходзуки не дал им имена. Итико (яп. 一子, «Первый ребёнок») — девочка на вид 5-6 лет, волосы чёрные, одета в чёрное кимоно. Нико (яп. 二子, «Второй ребёнок») — девочка на вид 5-6 лет, волосы белые, одета в белое кимоно. Их выражения лиц практически всегда каменные, пугающие и ничего не выражающие. Они обладают, безэмоциональным, монотонным смехом, который пугает многих работников ада. Обожают красивую, западную детскую одежду мира людей. Умеют игнорировать гравитацию, например, стоять на стене, колонне или столбе.
Сэйю: Сатоми Сато (Итико)
Сэйю: Юй Огура (Нико)
Дацуэ-ба (яп. 奪衣婆) — старуха, супруга старика Кэнэо, которая сидит на краю реки Сандзу и снимает одежду с душ покойных. Рост 158 см. Мечтает сняться полностью обнажённой для журнала. Публикует свои фотографий в обнаженном виде за свой счёт. Имеет напряженные отношения с мужем.
Сэйю: Ако Маяма
Кэнэо (яп. 懸衣翁) — старик, супруг старухи Дацуэ-ба, который сидит на краю реки Сандзу и вешает снятую с душ покойных одежду на ветви прибрежных деревьев, для определения тяжести проступков. Считает себя «живым» талисманом ада. Отаку, фанат идола японского ада Пити Маки, фотографиями которой обвесил дерево у реки Сандзу. Часто отлынивает от работы, тратя своё время на походы на её концерты. В связи с чем его хотят уволить, но не могут, в связи со сложностью увольнения долго проработавших на одну компанию, пожилых работников в Японии, и в связи с тем что у него нет подмастерьев. Он продолжает сидеть на должности для большего со временем золотого парашюта и пенсии. Имеет напряженные отношения с женой.
Сэйю: Сигэру Тиба
Кася (яп. 火車) — Гигантский кот могущественных ёкай.
Сэйю: Вакако Мацумото
Оборогурума (яп. 朧車) — в аду этот ёкай, заменяет автомобиль. Некоторые из них работают как такси. Их нельзя отличить друг от друга по лицу. Создают семьи с другими демонами. Один из них отец Насуби.
Сэйю: Анри Кацу
Бумбуку-тягама (яп. 分福茶釜) — ёкай тануки, который может превращается в котелок для чая.
Сэйю: Хироки Гото
Годзу (яп. 牛頭) — женщина с телом человека и головой коровы, служит привратником входа в ад. Носит очень сильный макияж.
Сэйю: Эйко Хисамура
Медзу (яп. 馬頭) — женщина с телом человека и головой лошади, служит привратником входа в ад. Выиграла чемпионат по синхронному плаванию. Носит очень сильный макияж.
Сэйю: Суми Симамото
Дакини (яп. 荼枳尼天) — в аду она одновременно выступает в роли Инари. Носит очки. Как сказал о ней Ходзуки: «Она по образу та самая плохая училка, о которой каждый из нас когда-то фантазировал»
Сэйю: Ацуко Танака
Минамото-но Ёсицунэ (яп. 源義経) — он является командующим полицией Тэнгу японского ада. Его рост 159 см. Из-за своей красивой внешности и миловидности он украшает обложки журналов и плакаты полиции, но он также имеет способности в качестве командира. Его мечта стать борцом сумо.
Сэйю: Юки Кадзи
Тётин-оива (яп. 提灯於岩) — ёкай, призрачный бумажный фонарь в японском аду.
Сэйю: Акэно Ватанабэ
Кацусика Хокусай (яп. 葛飾北斎) — широко известный японский художник в японском аду. 200 лет назад сделал роспись участка стены замка Эммы.
Тайра-но Масакадо (яп. 平将門) 
Сугавара-но Митидзанэ (яп. 菅原道真)
Онрё (яп. 怨霊) 
Император Сутоку (яп. 崇徳天皇) 
Кидзимуна (яп. キジムナー) 
Кама-итати (яп. 鎌鼬) 
Аканамэ (яп. 垢嘗) 
Идзанаги (яп. 伊弉諾, 伊邪那岐, 伊耶那岐) 
Сэйю: Хироки Гото
Хуан-ди (яп. 黄帝) 
Идзанами (яп. イザナミ)
Сэйю: Санаэ Кобаяси 
Сюкаку (яп. 守鶴) — ёкай тануки, который может превращается в котелок для чая. Мастер чайной церемонии. Ему нравится рассказывать истории.
Сэйю: Хироя Исимару
Цукумогами (яп. 付喪神) 
Нэкомата (яп. 猫又) — существо из японской мифологии, двухвостая кошка-ёкай.
Сэйю: Нориаки Сугияма
Оно-но Такамура (яп. 小野篁) 
Сэйю: Го Иноуэ
Бэнкэй (яп. 武蔵坊弁慶) — был японским воином-монахом (сохэем), служившим Минамото-но Ёсицунэ.
Сэйю: Хироки Гото
Каппа (яп. 河童) — японская разновидность водяных. 
Чупакабра (яп. チュパカブラ) — неизвестное науке существо, персонаж городской легенды.
Хирага Гэннай (яп. 平賀源内) — японский изобретатель, фармацевт, писатель. Настоящее имя — Хирага Кунитомо.
Кинтаро (яп. 金太郎) — японский легендарный герой.
Сэйю: Ватару Хатано
Ямата-но ороти (яп. 八岐の大蛇) — дракон в синтоистской мифологии. 
Сэйю: Yoshimitsu Shimoyama
Иссумбоси (яп. 一寸法師) 
Сэйю: Тацухиса Судзуки
Аманодзяку (яп. 天邪鬼) — демоническое существо в японском фольклоре.
Сэйю: Kazue Komiya
Кшитигарбха (яп. 地蔵菩薩) 
Сэйю: Эцуко Кодзакура
Иккю Содзюн (яп. 一休禅師) 
Сэйю: Hiroshi Naka
Ункэй (яп. 運慶) 
Сэй-Сёнагон (яп. 清少納言) 
Мурасаки Сикибу (яп. 紫式部) 
Цербер (яп. ケルベロス) 
Сусаноо (яп. 須佐之男命) 
Кодама (яп. 木霊) 
Сэйю: Рё Хирохаси
Ниниги но Микото (яп. ニニギ) 
Сэйю: Юки Санбэ
Тоётама-химэ (яп. 豊玉姫) 
Сатана (яп. サタン) 
Сэйю: Тэссё Гэнда
Вельзевул (яп. ベルゼブブ) 
Сэйю: Кацуюки Кониси
Лилит (яп. リリス) 
Сэйю: Takako Honda
Дэмиен Торн (яп. ダミアン・ソーン) 
Риган МакНил (яп. リーガン・マクニール) 
Анубис (яп. アヌビス) 
Сэйю: Кисё Танияма
Тот (яп. トート) 
Осирис (яп. オシリス) 
Скарабеи (яп. スカラベ) 
Хатхор (яп. ハトホル) 
Маат (яп. マアト) 
Аид (яп. ハーデース) 
Персефона (яп. ペルセポネー) 
Минос (яп. ミーノース) 
Пасифая (яп. パーシパエー) 
Минотавр (яп. ミーノータウロス) 
Гермес (яп. ヘルメース) 
Харон (яп. カローン) 
Гекатонхейры (яп. ヘカトンケイル) 
Керы (яп. ケール (ギリシア神話)) 
Радамант (яп. ラダマンテュス) 
Цилинь (яп. 麒麟) 
Сэйю: Симпати Цудзи
Китайский феникс (яп. 鳳凰) 
Сэйю: Ари Одзава

## Критика
По мнению критика сайта AnimeNewsNetwork было отметечено, что аниме представляет собой сюрреалистическую пародию трудовой жизни, которая показывает знакомые будничные ситуации в совершенно новом свете. Хотя сюрреализм тут отражён хорошо, как комедия сериал получился слабым.